# Silvestro Dandolo
Silvestro Dandolo, avstrijski admiral, * 29. maj 1766, † 17. november 1847.

## Življenje
Rodil se je v Benetkah očetu in senatorju Gerolamu Dandolo, v plemiški rodbini, iz katere so izhajali tudi številni doži Serenissime. Njegovo izobrazbo so že v mladosti zaupali patrom jezuitom, posebej Carlu Lottiju, latinistu in pisatelju, zatem pa plemiču Carlu Aureliju Widmannu, rektorju jezuitskega kolegija v Bellunu, kasnejšemu superintendentu Jonskih otokov, ki je bil tudi dober matematik. S pomočjo svojih učiteljev je uspel prepričati očeta, ki je zanj načrtoval študij prava, da je svojo kariero nadaljeval v pomorstvu.

## Vojaška kariera
Z naslovom "nobile di nave" je svoj bojni krst doživel pod poveljstvom poslednjega beneškega admirala Angela Ema (1784–86), v pomorskem obstreljevanju berberskih mest Sfax, Tunis in Bizerta ob obalah današnje Tunizije, iz katerih so pirati napadali predvsem beneške tovorne ladje, naložene z lesom. Ker se je pri tem izkazal kot pogumen in zanesljiv, je senat po preučitvi poročila predlagal Emu, naj mu podeli, kljub mladosti (imel je komaj dvajset let), čin ladijskega poročnika in mu zaupa tudi druge naloge, povezane s poveljstvom fregate. Nekaj let kasneje je napredoval do čina poveljnika ladje, začasno mu je bilo zaupana uprava otoka Kythira južno od Peloponeza. Svojo novo nalogo je opravljal tako dobro, da ga je otoški svet predlagal za poslanca v beneški skupščini. V Benetke se je vrnil leta 1794 in je bil izvoljen za vodjo Magistrata za vode Beneške republike (Magistrato alle Acque), upravnega organa, ki so mu bile zaupane tudi naloge kontrole nad Beneško laguno, s pravico svetovanja v senatu. Leta 1797 mu je bilo ponovno zaupano poveljstvo, tokrat linijske ladje Vittoria, s pooblastilom za opravljanje posebnih nalog ob obalah Alžirije. Bil je na tem, da odpluje iz beneškega pristanišča Malamocco, ko je prišlo do propada in zatona republike, zato ni mogel več opravljati pomorskih in drugih javnih nalog ter funkcij.
Junija leta 1800 so mu ponudili, tokrat v imenu avstrijskega cesarja Franca II. poveljstvo nad fregato »Bellona«, z nalogo prevoza novoizvoljenega papeža Pija VII. iz Benetk do Pesara. Silvestro Dandolo je v vojaško-političnem življenju Benetk po letu 1797, imel pomembno vlogo, kot viceadmiral in eden od ustanoviteljev avstrijske vojne mornarice. Leta 1821 je bil imenovan za vrhovnega poveljnika avstrijske flote na območju Sredozemlja, leta 1847 pa za vrhovnega poveljnika celotne avstrijske vojne mornarice, katerega funkcijo je opravljal malo manj kot en mesec, zaradi nenadne smrti. 

## Odlikovanja
- Vitez Reda zlatega runa (1844)[2]